# Grünberg (Brüssow)
Grünberg è una frazione della città tedesca di Brüssow, nel Land del Brandeburgo.

## Storia
Il 31 dicembre 2001 il comune di Grünberg venne soppresso e aggregato alla città di Brüssow.